# Nedläggande av åtal
Nedläggande av åtal innebär att åklagare som väckt talan om brott vid domstol kan senare välja att lägga ned åtalet.
Om åklagaren lägger ned ett åtal på den grunden att tillräckliga skäl för att den tilltalade är skyldig till brottet inte föreligger, har den tilltalade rätt till frikännande dom. Åklagaren måste därför uppge av vilken anledning han lägger ned åtalet.
Enligt fast praxis kan frikännande dom inte meddelas om åklagaren lagt ner åtal på grund av preskription.
Föreligger inte skäl för frikännande dom ska tingsrätten avskriva målet.
Domstolen har inte att pröva frågan om åklagaren haft fog för sin bedömning att tillräckliga skäl för att fullfölja åtalet inte föreligger. Även i andra fall skall tingsrätten avskriva målet utan att pröva om åklagarens beslut att lägga ned åtalet varit befogat.
Målsägande, som inte övertagit ett av åklagaren nedlagt allmänt åtal, har inte rätt att överklaga en på yrkande av den tilltalade meddelad frikännande dom.